# Mlecino, Kărdjali
Mlecino (în bulgară Млечино) este un sat în comuna Ardino, regiunea Kărdjali,  Bulgaria. 

## Demografie
Componența etnică a satului Mlecino
     Nicio identificare (4,47%)
     Turci (95,52%)
     Altele (0%)
La recensământul din 2011, populația satului Mlecino era de 313 locuitori. Din punct de vedere etnic, majoritatea locuitorilor (95,52%) erau turci. Pentru 4,47% din locuitori nu este cunoscută apartenența etnică.